# Kobe luminarie
Kobe luminarie è un'installazione di luce che ha luogo ogni dicembre dal 1995 a Kōbe, Giappone, per commemorare il terremoto di Hanshin-Awaji che ha devastato la città il 17 gennaio dello stesso anno.

## Storia
L'installazione, prodotta da Valerio Festi e Hirokazu Imaoka, è situata a sud della Hanshin Railway, tra le stazioni di Motomachi e Sannomiya. Dura 14 giorni, durante i quali è visitata da oltre 5.400.000 persone. Per far fronte all'eccezionale afflusso, le principali strade nelle vicinanze sono chiuse al traffico.
Kobe Luminarie è un progetto riconosciuto dal governo nazionale come importante contributo alla ricostruzione della città. Un'emissione speciale di francobolli ha celebrato l'evento.